# 梅纳萨尔瓦斯
梅纳萨尔瓦斯，是西班牙卡斯蒂利亚-拉曼恰托莱多省的一个市镇。总面积179平方公里，总人口3000人（2001年），人口密度17人/平方公里。